# Филимоновский
Филимоновский — посёлок в Чулымском районе Новосибирской области. Входит в состав Иткульского сельсовета.

## География
Площадь посёлка — 62 гектара.

## Население
| 2002 | 2007 | 2010 |
| ---- | ---- | ---- |
| 161  | ↘125 | ↘118 |

По состоянию на 22:20 минут, 06.01.2020г. численность населения составляет - 35 человек.

## Инфраструктура
В посёлке по данным на 2007 год функционируют 1 учреждение здравоохранения и 1 учреждение образования.